# L'isola sulla montagna
L'isola sulla montagna (High Barbaree) è un film statunitense del 1947 diretto da Jack Conway, tratto dall'omonimo romanzo di James Norman Hall e Charles Nordhoff pubblicato nel 1945.

## Trama
Durante la seconda guerra mondiale, Alec Brooke viene abbattuto con il suo secondo rimanendo in balia delle onde sul relitto del proprio idrovolante. Egli ricorda la storia d'amore con la  fidanzata, iniziata fin dall'infanzia (intervengono prolungati flashback), cercando di infondere coraggio al compagno di sventura narrandogli di un'isola, fantasticata fin da bambino, che "deve" trovarsi nelle vicinanze. I ricordi, sia quelli reali che fantastici, lo aiuteranno a sopravvivere fino all'immancabile (per l'epoca), ma solo per lui, lieto fine, quando sarà proprio la fidanzata a raccogliere il suo ideale SOS.

## Produzione
La Metro-Goldwyn-Mayer versò un anticipo di quarantamila dollari già nel settembre 1944 per i diritti del romanzo di Charles Nordhoff e James Norman Hall, accettando di pagare una percentuale suppletiva calcolata in base alle vendite del libro.
Le riprese del film iniziarono il 13 maggio 1946 per concludersi a metà agosto. A fine novembre, vennero girate alcune scene aggiuntive che cambiavano il finale della storia: infatti il film, dopo essere stato presentato in anteprima a un pubblico di cui si voleva interpretare gli umori, fu rimaneggiato dato che la produzione decise che, nell'ultima scena, il protagonista non doveva più morire ma essere salvato in extremis, finale che risultava molto più gradito allo spettatore.
Douglas Shearer curò la registrazione del sonoro con il sistema monofonico Western Electric Sound System.

## Distribuzione
Distribuito dalla Metro-Goldwyn-Mayer (MGM) uscì nelle sale cinematografiche statunitensi nel maggio 1947.

## Versione radiofonica
Il 24 gennaio 1949, il dramma, adattato per la radio in una versione di sessanta minuti, fu trasmesso per la serie Lux Radio Theater con protagonista Van Johnson che riprendeva il ruolo avuto nel film.